# Westworth Village (Teksas)
Westworth Village je grad u američkoj saveznoj državi Teksas. Prema popisu stanovništva iz 2010. u njemu je živjelo 2.472 stanovnika.